# Aux frais de la princesse (film)
Pour le film de William A. Seiter, voir Aux frais de la princesse (film, 1935).
Pour plus de détails, voir Fiche technique et Distribution.
Aux frais de la princesse est un film français réalisé par Roland Quignon, sorti en 1969.

## Synopsis
Les Eloi partent en vacances aux Ski, mais quand un hindou se fait voler son diamant c’est la catastrophe…

## Fiche technique
- Titre : Aux frais de la princesse
- Autre titre : Dites donc, nous n'avons pas gardé les cochons ensemble !
- Réalisateur : Roland Quignon
- Scénario et dialogues : Annie Dulac
- Photographie : Gérard Brisseau
- Musique : Jacques Lacome
- Montage : Gérard Kikoïne et Roland Quignon
- Coordination des cascades : Claude Carliez
- Sociétés de production : C.F.F.P. - Les Films modernes
- Pays :  France
- Durée : 90 minutes
- Date de sortie : France, 4 juillet 1969

## Distribution
- Francis Blanche : Achille
- Marthe Mercadier : Hélène
- Jean Poiret : Santos
- Michel Galabru : Dagobert
- Roger Nicolas : Spartaquès
- Amarande : Gabrielle
- Agathe Alma : Léda
- Milarka Nervi : Caroline
- Bernard Charlan : Jo
- William Coryn : Zizi
- Gérard Croce : Bibendum
- André Badin : Aza
- Anne Brissaud : Anne
- Jean-Marie Bon : Vasinini
- Pierre Doris : le sous-préfet
- Fred Pasquali : le directeur de journal
- Henri Tisot : Valentin
- Yvan Varco : Walter
- Daniel Vérité
- Jean Thielment